# Trstená
Trstená (în maghiară Trsztena) este un oraș din Slovacia cu 7.241 locuitori.

## Demografie
| An:                | 1994 | 2004   | 2014   | 2024   |
| ------------------ | ---- | ------ | ------ | ------ |
| Număr de persoane: | 7002 | 7579   | 7429   | 6953   |
| Diferență:         |      | +8,24% | −1,97% | −6,40% |

| An:                | 2023 | 2024   |
| ------------------ | ---- | ------ |
| Număr de persoane: | 6978 | 6953   |
| Diferență:         |      | −0,35% |